# Adopaeoides bistriata
Adopaeoides bistriata is een vlinder uit de familie van de dikkopjes (Hesperiidae). De wetenschappelijke naam van de soort is voor het eerst geldig gepubliceerd in 1900 door Godman.

## Synoniemen
- Dalla curiosa Evans, 1955